# Focă cu burtă albă
Foca cu burtă albă (Monachus monachus), numită și focă mediteraneeană sau vacă de mare, este o specie de mamifere marine (pinipede) din genul Monachus al familiei Phocidae. Fiind una dintre cele mai rare specii de mamifere, există un risc extrem de mare de extincție în viitorul imediat.